# Tam Chúc
Tam Chúc là một phường miền núi thuộc tỉnh Ninh Bình, Việt Nam.

## Địa lý
Tam Chúc nằm cách phường Hoa Lư - trung tâm tỉnh lỵ Ninh Bình 42 km về phía Bắc, có vị trí địa lý:
- Phía đông giáp phường Kim Bảng.
- Phía đông nam giáp phường Lý Thường Kiệt.
- Phía bắc giáp phường Nguyễn Úy và giáp xã Hương Sơn của thành phố Hà Nội.
- Phía tây giáp xã An Nghĩa và xã Lạc Thủy của tỉnh Phú Thọ.

Phường Tam Chúc	có diện tích:	46,56	km², 	dân số:	18.114	người, mật độ dân số: 	389	người/km². 	Đây là đơn vị có diện tích xếp thứ:	11	, số dân xếp thứ: 	123	và mật độ dân số xếp thứ: 	126	trong số 129 xã, phường ở Ninh Bình.
Phường này nằm trên Quốc lộ 21, 21C và cũng là nơi có sông Đáy chảy qua.

## Lịch sử
Theo Nghị quyết số 1674/NQ-UBTVQH15 ngày 16/6/2025 về sắp xếp các đơn vị hành chính cấp xã của tỉnh Ninh Bình năm 2025, Sắp xếp toàn bộ diện tích tự nhiên, quy mô dân số của phường Ba Sao, xã Khả Phong và xã Thuỵ Lôi thành phường mới có tên gọi là phường Tam Chúc.

## Du lịch
Phường Tam Chúc có khu du lịch Tam Chúc, là một khu du lịch quốc gia ở Ninh Bình (trước là Hà Nam).

### Các điểm du lịch

#### Đình Tam Chúc
Đình Tam Chúc là công trình phục dựng trên một đảo nhỏ giữa hồ Tam Chúc, mang kiến trúc đình đền Bắc Bộ. Đình thờ vua Đinh Tiên Hoàng, hoàng hậu Dương Thị Nguyệt và thần Linh Lang Bạch Mã. Theo tích xưa, khi dẹp loạn 12 sứ quân, Đinh Bộ Lĩnh đã đến vùng Kim Bảng ngày nay chiêu mộ binh mã, tích trữ lương thảo, và tiến đến đền thần Linh Lang Bạch Mã cầu đảo. Sau khi lên ngôi, ông đã lệnh cho dân Kim Bảng lập đền thờ Thần Linh Lang Bạch Mã.

#### Chùa Tam Chúc
Chùa Tam Chúc mới hiện nay được xây dựng với các hạng mục cổng Tam Quan, Vườn cột kinh, điện Quan Âm, điện Pháp Chủ, điện Tam Thế và Tháp Ngọc. Chùa nằm ở phía Tây và nhìn ra hồ Tam Chúc.
Điện Tam Thế là công trình lớn nhất, thờ ba pho tượng Tam Thế và trang trí bằng phù điêu cõi Niết Bàn. Điện Pháp Chủ tái hiện cuộc đời Đức Phật qua bốn bức phù điêu lớn. Điện Quan Âm thờ Phật nghìn tay nghìn mắt, thể hiện lòng từ bi qua nhiều kiếp hóa thân. Tháp Ngọc cao 15m, xây bằng đá đỏ Ấn Độ, đặt tượng đá ngọc nặng gần 5 tấn. Vườn cột kinh gồm 32 cột đá xanh cao 13,5m, phục dựng theo cột kinh chùa Nhất Trụ ở cố đô Hoa Lư, khắc lời Phật dạy nhằm giáo hóa hậu thế.

#### Chùa Ba Sao
Chùa Ba Sao (xưa là chùa Thất Tinh) được xây từ thời Đinh, gắn với truyền thuyết 7 ngọn núi phát sáng như sao trời. Sau khi 4 “ngôi sao” bị làm mờ, chùa đổi tên thành chùa Ba Sao và thị trấn Ba Sao cũng lấy tên từ tích này. Chùa thờ các quốc sư có công lớn trong việc phát triển Phật giáo Việt Nam như Sư Tổ Đạt Ma, Khuông Việt, Nguyễn Minh Không, Hòa thượng Thích Thanh Tứ. Truyền thuyết cũng kể rằng, Phật hoàng Trần Nhân Tông từng ghé thăm và trùng tu chùa trong hành trình tìm hiểu Phật giáo Thiền tông.

#### Đền Tứ Ân
Đền Tứ Ân nằm gần Điện Tam Thế trong khu chùa Tam Chúc, thờ cư sĩ Phật tử Diệu Liên, tức bà Phạm Thị Lan (1961–2018), vợ cố của ông Nguyễn Văn Trường – chủ đầu tư khu du lịch Tam Chúc. Bà có công lớn trong việc tôn tạo, xây dựng và quản lý Quần thể danh thắng Tràng An – Bái Đính (được UNESCO công nhận là Di sản Văn hóa Thiên nhiên Thế giới vào năm 2014), chùa Tam Chúc và nhiều chùa trên quần đảo Trường Sa. Đền được xây dựng hai tầng, kiến trúc đặc biệt, tầng 1 dùng đón khách và thờ Phật.